# Palác katalánské Generalitat
Palác katalánské Genaralitat (katalánsky Palau de la Generalitat de Catalunya) je v jádru středověká, v čele renesanční vládní budova v centru Barcelony ve čtvrti Barri Gòtic, která je sídlem nejvyšších výkonných orgánů Katalánska a též sídlem prezidenta katalánské Generalitat. Jde o soubor několika kompaktně spolu spojených traktů, jehož hlavní průčelí je obráceno do Jakubského náměstí a má renesanční podobu.

## Poslání
Komplex spojených budov složí vrcholným orgánům Katalánska, nominálně pak katalánské vládě (Generalitat de Catalunya), když katalánský parlament má svůj vlastní palác (Palau del Parlament de Catalunya) v parku Cituadela.

## Historie
Budování komplexu bylo započato již na sklonku 13. století, kdy se rodil katalánský stát. Rozvoj stavby nastal za prvního vládce Katalánska, biskupa Girony – Berenguera de Cruïlles, ve druhé polovině 14. století.

## Popis
Plocha palácového souboru je přibližně 107,6 x 36,4 m² a rozrůstala se od původního gotického jádra směrem na západ i na východ. Dnes je vymezena jak Jakubským náměstím a ze severu a jihu ulicemi: Carrer del Bisbe a Carres Sant Honorar. Na západě pak Carrer Sant Sever. Soubor má dvě (respektive tři) nádvoří, přesněji patia, osvětlená shora. Ve větším severním je podlaha ve výši piana nobile a obsahuje též sestavu menších pomerančovníků. V souboru je 7 schodišť a řada menších vyrovnávacích schodišťových ramen. Výstavba komplexu probíhala s přestávkami více než 700 let a zahrnuje všechna slohová období, včetně kvalitních moderních úprav interiérů. Většina fasád je tvořena kvádříkovým kamenným zdivem ze šedého katalánského vápence.

## Stavební slohy
První stavební fáze byla započata časně ještě v období rané gotiky ale zachovalo se jen málo, nejnápadnější část reprezentuje architektura vrcholné gotiky a tvoří ji galerie ústředního patia. V 17. století byl původnímu gotickému paláci představen renesanční palác s průčelím do Jakubského náměstí. Průčelí je o osmi okenních osách na krajích s náznaky mělkých rizalitů, rámovaných lizénami. Přízemí je zvýšené, pevnostního charakteru s malými okny podobně jako u původních renesančních paláců ve Florencii.

## Galerie

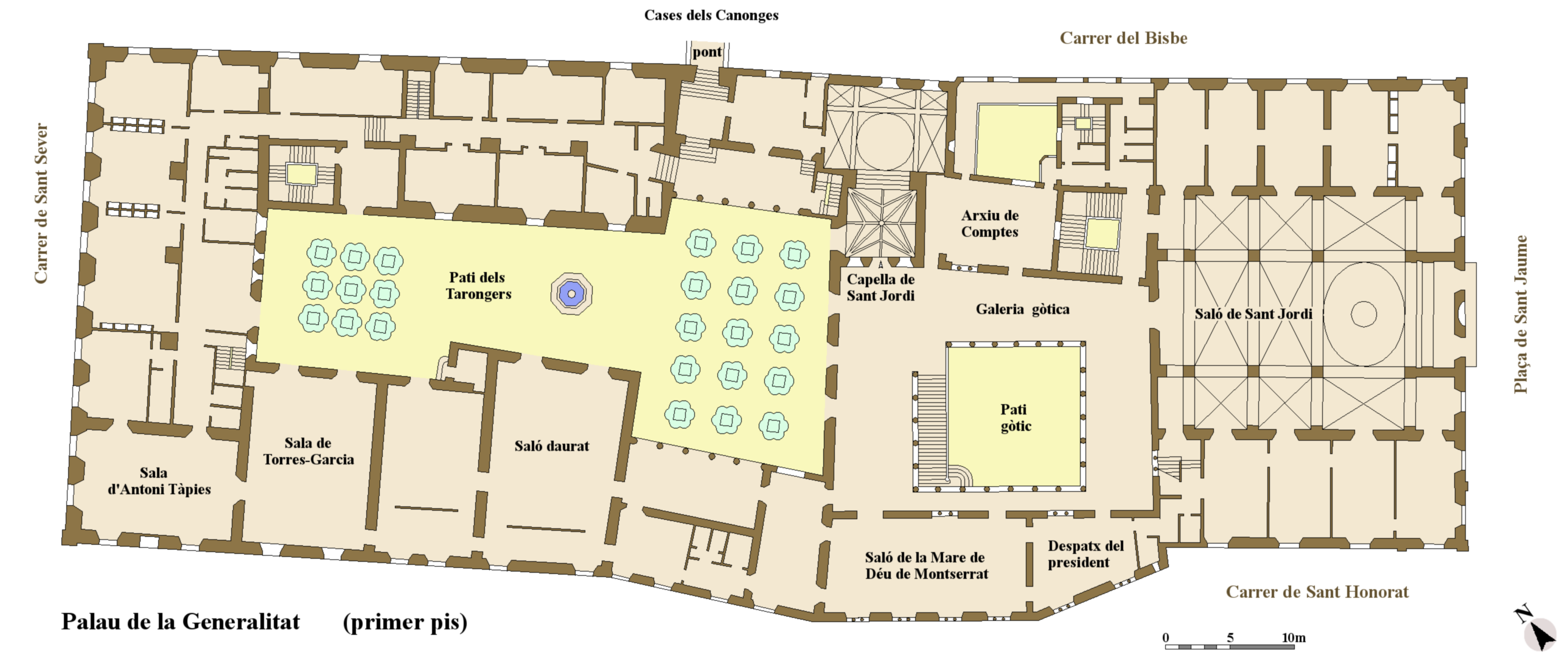
Půdorys souboru paláců Generalitat
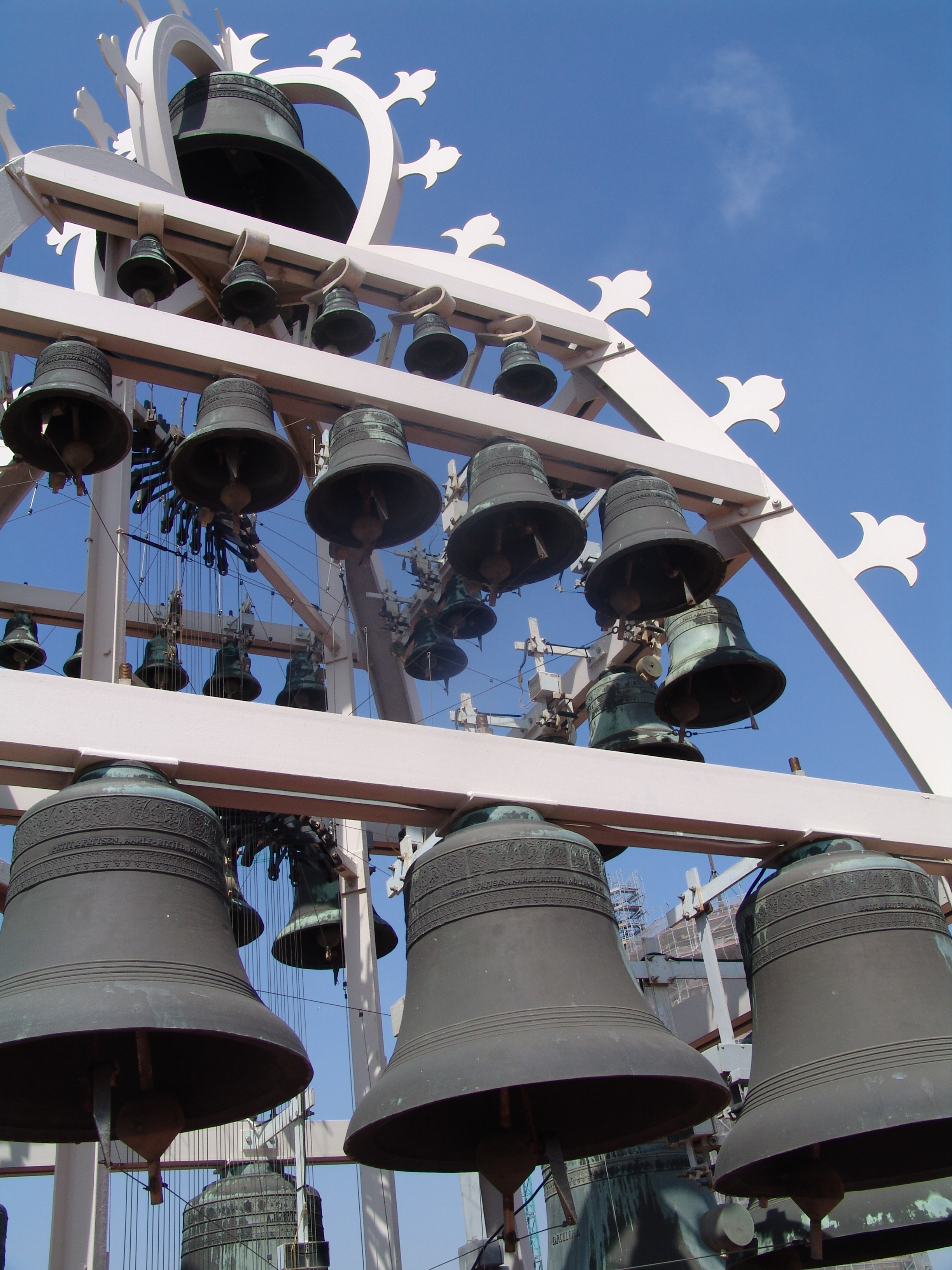
Zvonkohra
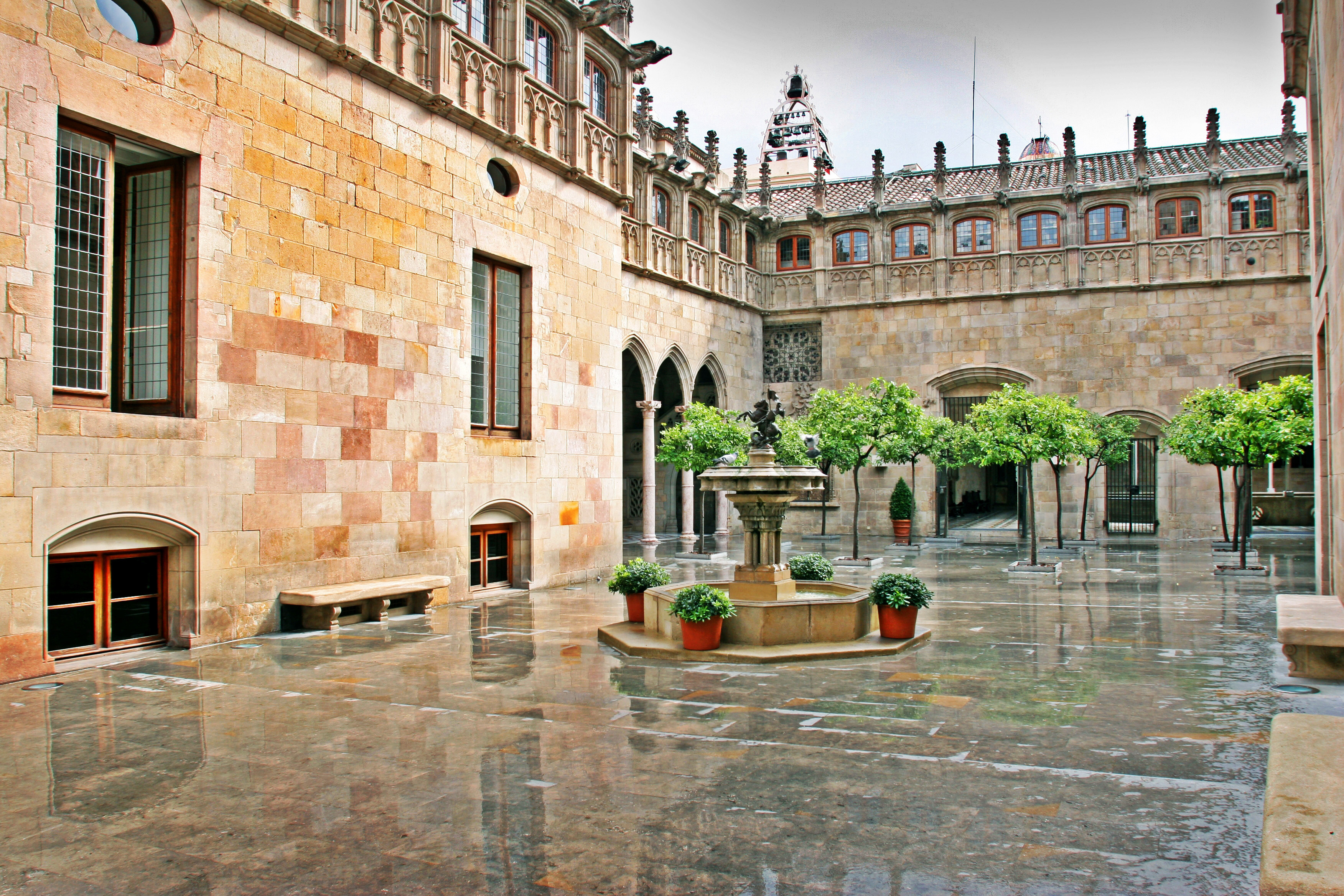
Atrium pomerančů
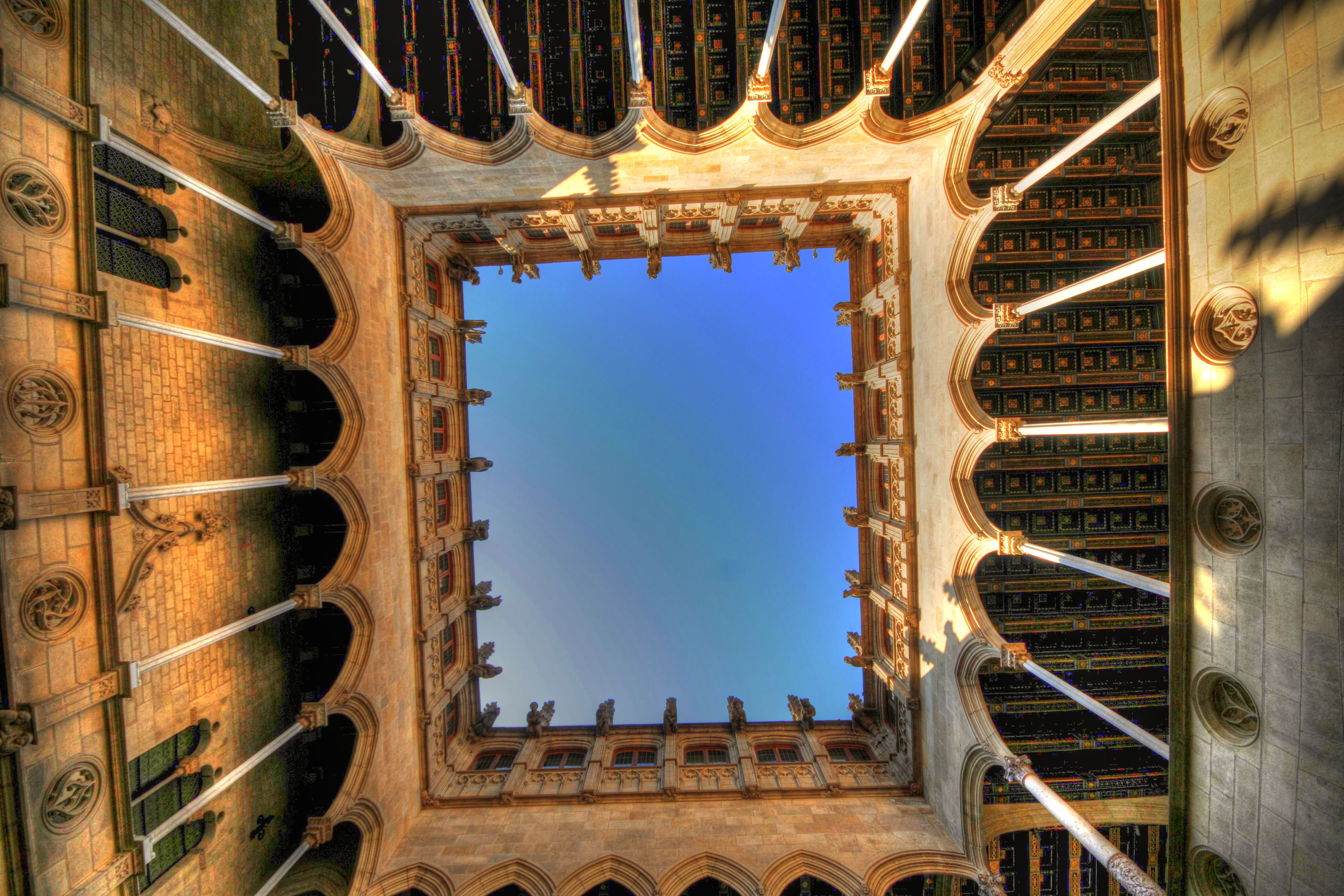
Ústřední gotické patio – pohled vzhůru
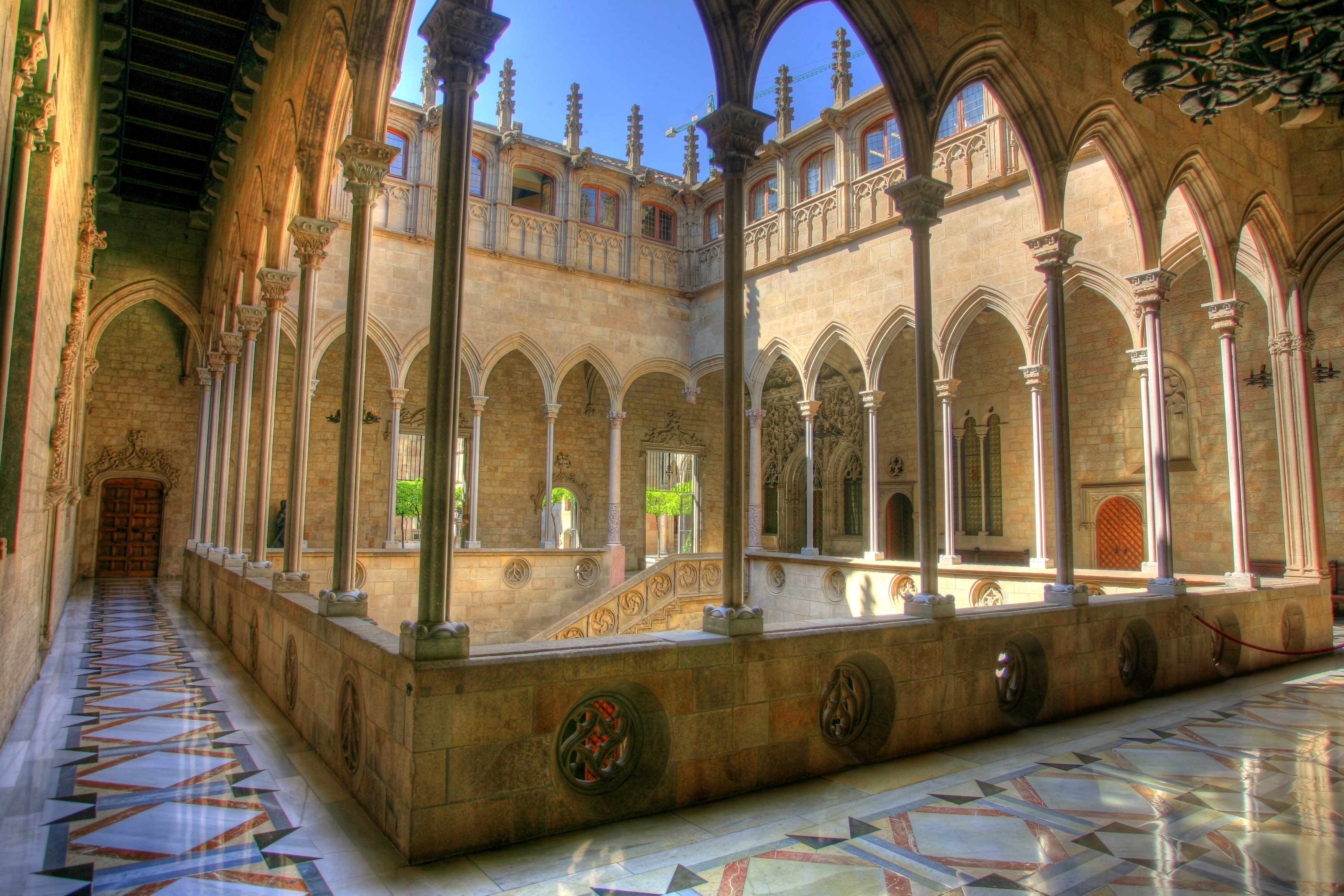
Galerie ústředního patia
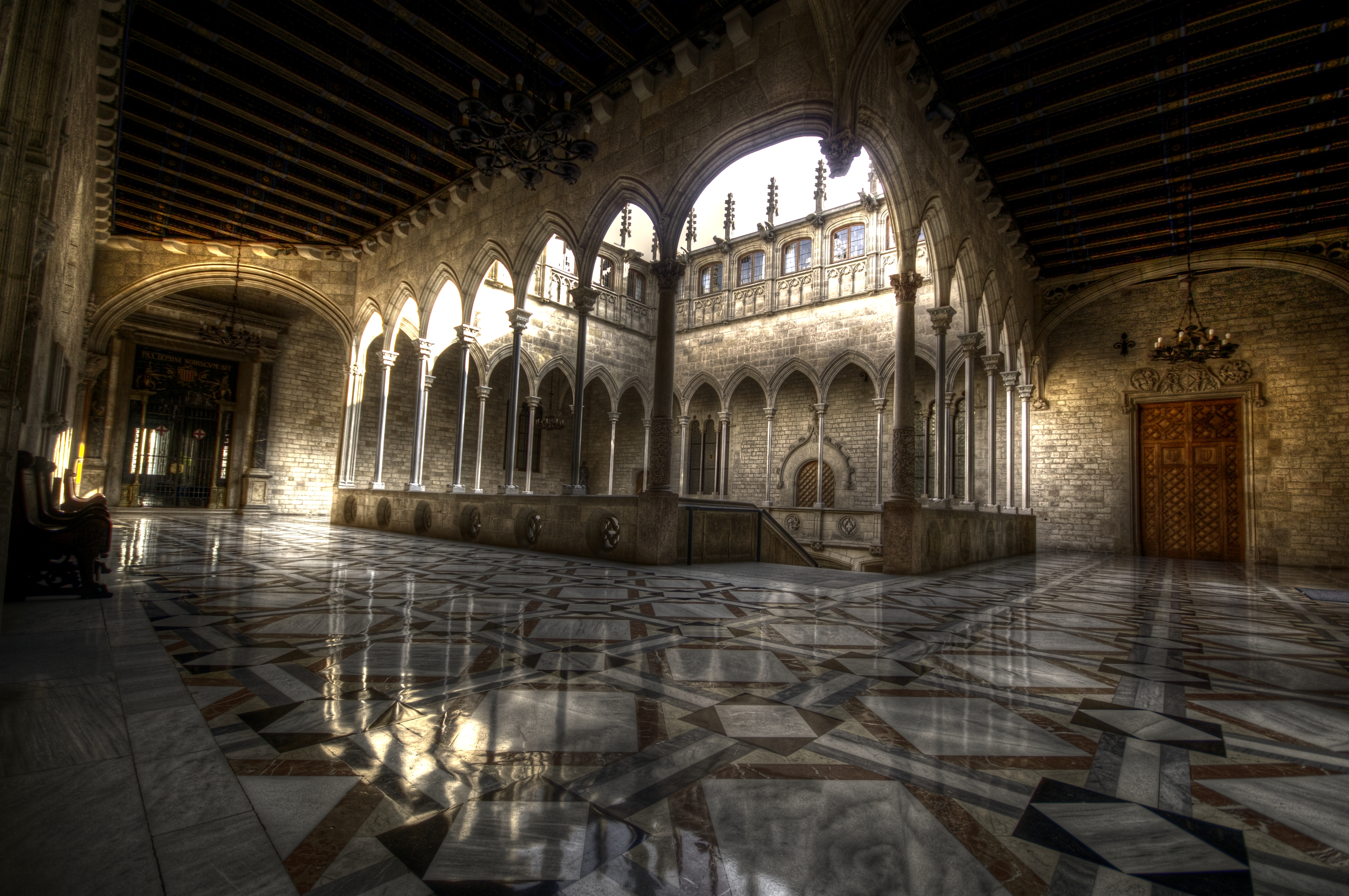
Celkový pohled gotického patia
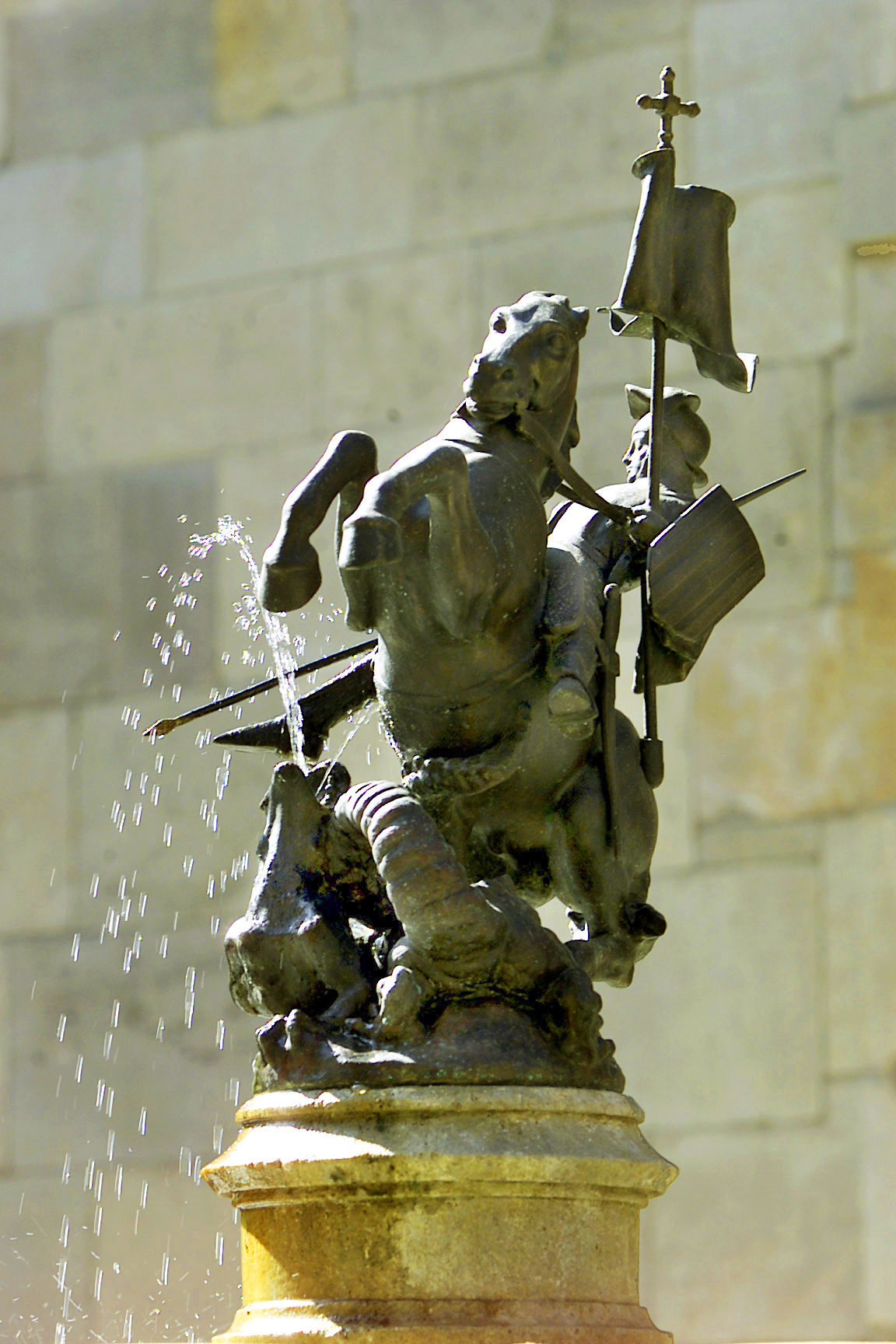
Plastika Georges de Lydda
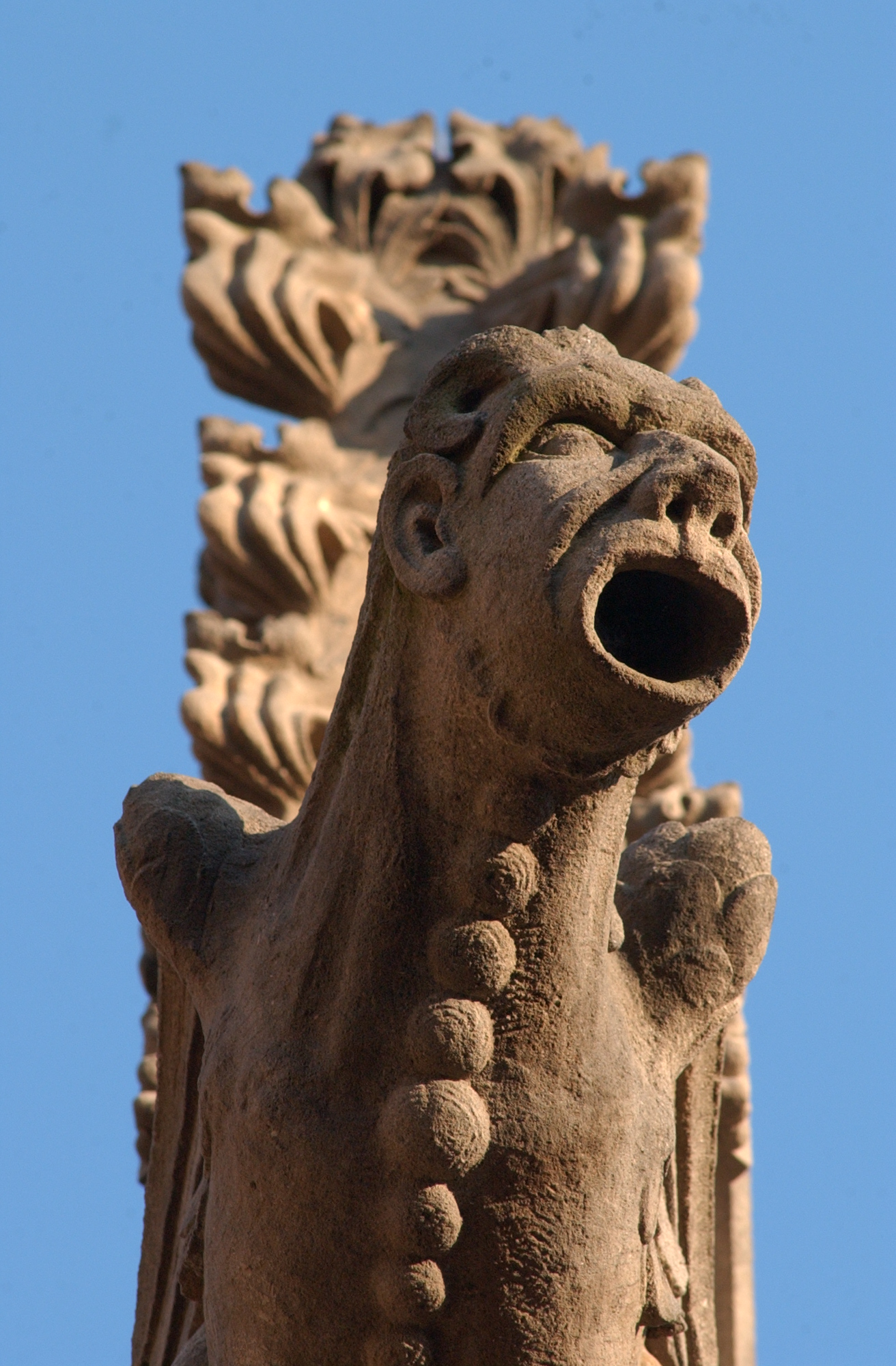
Chrlič